# Jorge Telerman
Pour les articles homonymes, voir Telerman.
Jorge Telerman né à  Buenos Aires, le 29 novembre 1955 est un journaliste et homme politique de la ville autonome de Buenos Aires qui a milité pour le péronisme, ancien chef du gouvernement de cette dernière.
Il étudie la biochimie à l'université de Buenos Aires puis il étudie la philosophie à l'université de Provence.
Licencié en communication sociale il officie également comme professeur à l'université de Buenos Aires où il coordonne des groupes d'étude de philosophie et de sémiologie et traduit des textes de divers auteurs.